# ジョージア＝トルコ国境

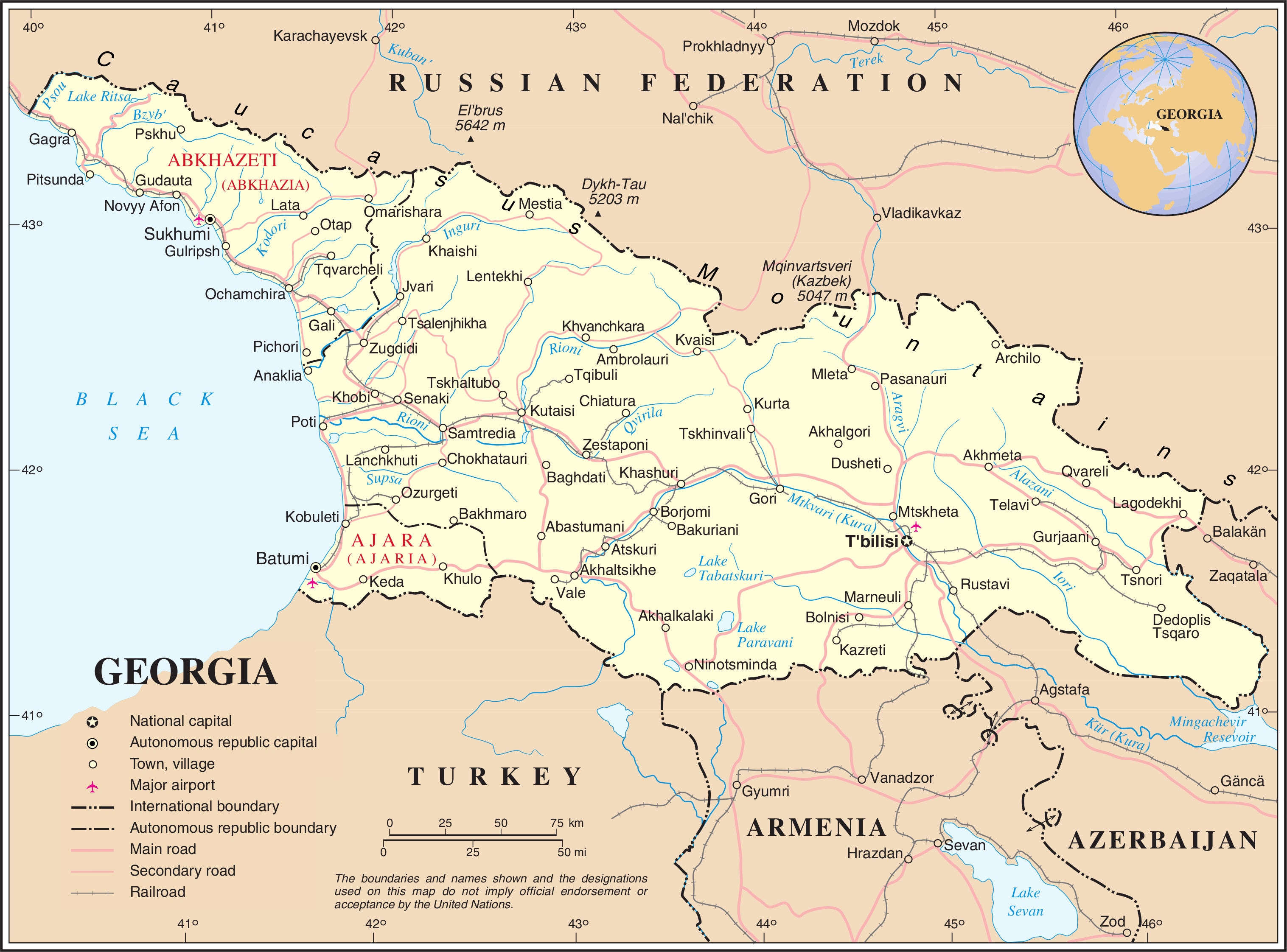
ジョージアの地図。トルコは南西側にある。

ジョージア＝トルコ国境（ジョージア＝トルコこっきょう、グルジア語: საქართველო–თურქეთის საზღვარი,トルコ語: Gürcistan–Türkiye sınırı）は、ジョージアとトルコの間の国境である。
西はジョージアのサルピのすぐ南の黒海の海岸から始まり、東はアルメニアとの三国国境まで、延長は273キロメートルである。途中でカルツァヒ湖を横切る。ジョージア側は、国境の西側3分の1をアジャリア自治共和国が接している。

## 歴史
コーカサス地方は19世紀を通して、衰退しつつあったオスマン帝国、ガージャール朝（ペルシャ）、南下を意図していたロシア帝国の間で争われていた。ロシアは1828年までにコーカサス地方のペルシャ領の大半を占領し、次はオスマン領に侵攻した。1829年のアドリアノープル条約により、ロシアは現在のジョージア領の大部分（イメレティ州、サメグレロ州、グリア州を含む）を獲得し、現在のジョージア＝トルコ国境の北側に国境線が画定された。
1878年のサン・ステファノ条約で、ロシアは現在のトルコ東部の土地を獲得した。この条約によるバトゥミ、カルス、アルダハンのロシアによる獲得は1878年のベルリン条約で確認されたが、バヤズィッド（現在のドゥバヤジト）周辺とエレシュキルト渓谷の一部はオスマンに返還された。
第一次世界大戦中、ロシア帝国はオスマン帝国東部に侵攻した。ロシア革命後の混乱の中で、共産党による新政府は戦争への関与を終結させようとし、1918年にドイツ、オスマンとブレスト＝リトフスク条約を締結した。この条約によって、ロシアはサン＝ステファノ条約とベルリン条約で獲得した地域をオスマンに返還した。
ロシアやオスマンからの独立を目指すコーカサス南部の人々は、1918年4月にザカフカース民主連邦共和国の建国を宣言し、オスマン帝国との和平交渉を開始した。同年5月にジョージアが連邦から離脱し、その直後にアルメニアとアゼルバイジャンも脱退して連邦は崩壊した。オスマン帝国がコーカサス地方に侵攻して急速に勢力を拡大したため、これらの3共和国は1918年6月4日にバトゥム条約に調印させられ、オスマンとの国境が1878年以前のものとなった。1920年のアレクサンドロポリ条約でアルメニアにおけるオスマンの権益が強化される一方で、ソビエトロシアは1920年のモスクワ条約でジョージアの独立を承認した。

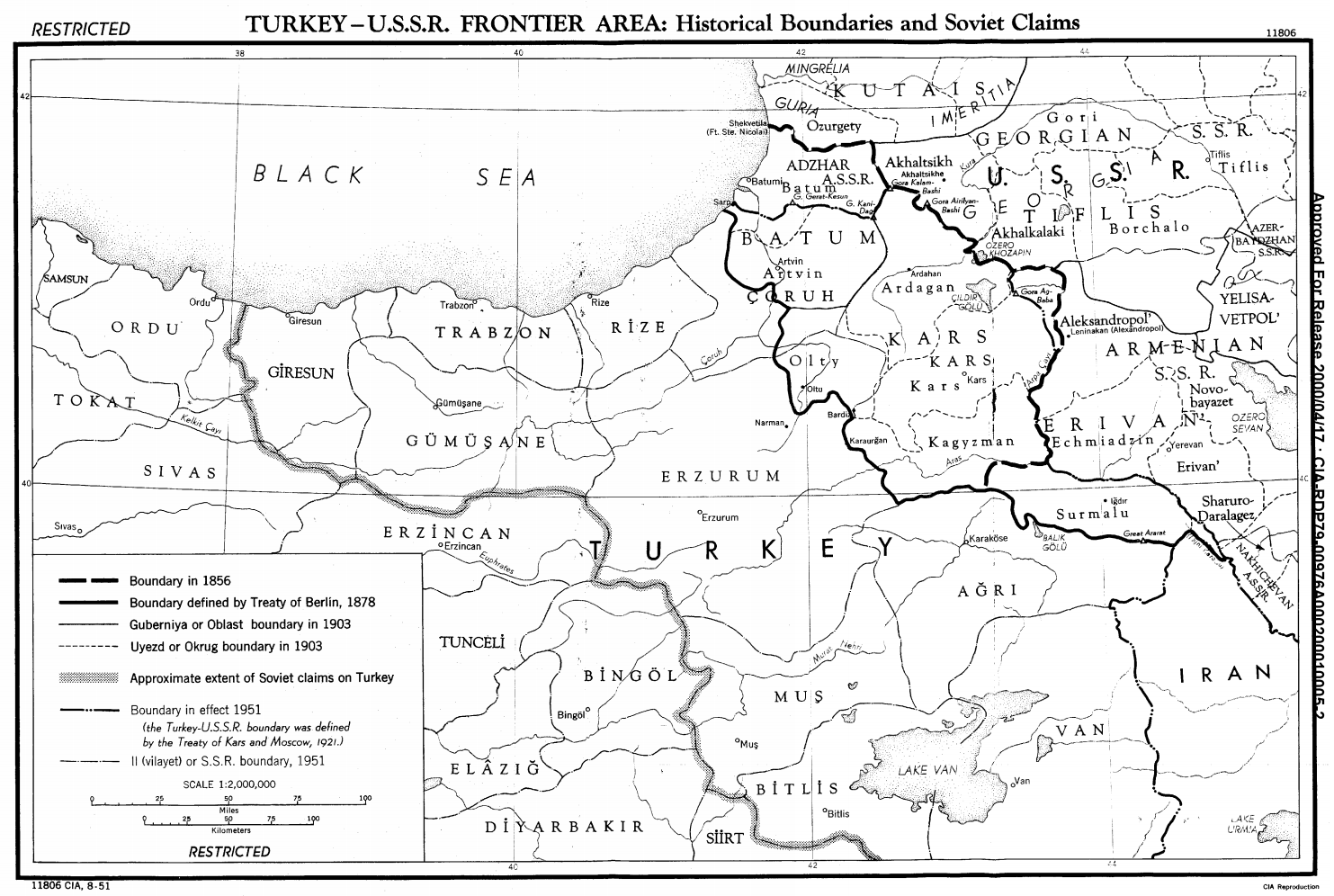
19世紀のロシア＝オスマン国境の変遷

第一次世界大戦でオスマンが敗北したことにより、1920年のセーヴル条約において、オスマンの領土は大きく減らされることになった。この条約により、オスマンはジョージアとアルメニアの独立を承認し、両国にトルコ東部の広大な土地を割譲し、ジョージアはラジスタンの大部分を獲得した。トルコの民族主義者たちはこの条約の内容に激怒し、トルコ革命（祖国解放戦争）が勃発したことで、セーヴル条約は無効となった。
1920年、ソビエトロシアの赤軍がアゼルバイジャンとアルメニアに侵攻し、1921年にはジョージアに侵攻して、ジョージアの独立は終了した。オスマン帝国もジョージア南西部に侵攻し、アルトヴィン、アルダハン、バトゥミなどを占領した。ソビエトロシアとオスマンは、両国間の全面戦争を避けるために1921年3月にモスクワ条約を締結し、新しいソ連＝オスマン国境を画定した。しかし、現地では戦いが終結せず、話し合いは膠着状態となった。1921年10月にカルス条約が締結され、このとき確定したソ連とトルコの国境が、現在のジョージア＝トルコ国境となった。この条約に基づいて、トルコはバトゥミの領有権を放棄し、バトゥミの大部分を占めるイスラム教徒を保護するために、ソ連領内にアジャリア自治ソビエト社会主義共和国が創設された。その後、1925年3月から1926年7月にかけて、ソ連とトルコの合同委員会によって実際の国境線が画定された。トルコの独立は、1923年のローザンヌ条約で承認された。

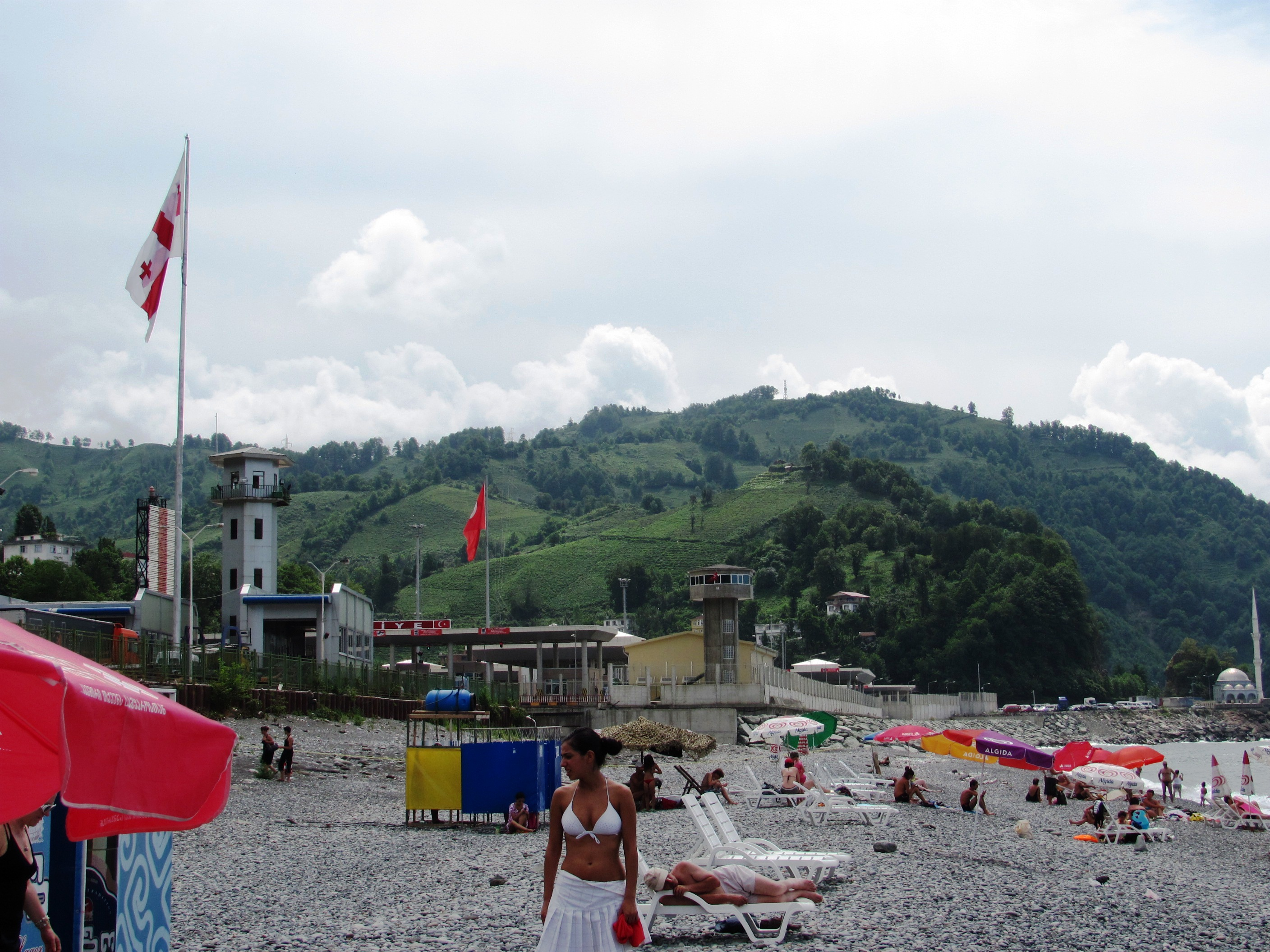
サルピの国境検問所

ジョージアは当初、アルメニア、アゼルバイジャンとともにソ連領内のザカフカース社会主義連邦ソビエト共和国に編入されたが、1936年にグルジア・ソビエト社会主義共和国として分割された。ソ連は何度か、カルス条約による国境線を変更するべきだと主張したが（フルシチョフの「トルコに対するソ連の領土権主張」など）、トルコはアメリカからの支持を背景としてこの問題の協議を拒否し、南側の隣国との関係改善を求めたソ連もこの問題を取り下げた。
1991年のソビエト連邦崩壊を受けて、ジョージアは独立した。トルコは1991年12月16日にジョージアの独立を承認した。1992年5月21日に両国間の外交関係樹立議定書が調印され、国境線が確認された。

## 国境通過点
国境通過点は以下の3か所あり、そのうち1か所には鉄道も通っている。
| トルコ側の都市       | 県             | ジョージア側の都市 | 州                         | 開通年月日     | トルコ側               | ジョージア側              | 通行可否 |
| -------------------- | -------------- | ------------------ | -------------------------- | -------------- | ---------------------- | ------------------------- | -------- |
| サルプ               | アルトヴィン県 | サルピ             | アジャリア自治共和国       | 1988年8月31日  | 欧州自動車道路E70号線  | ジョージア高速道路S2号線  | 通行可   |
| テュルクギョズ       | アルダハン県   | ヴァレ             | サムツヘ＝ジャヴァヘティ州 | 1995年7月12日  | 欧州自動車道路E691号線 | ジョージア高速道路S8号線  | 通行可   |
| チュドゥル・アクタス | アルダハン県   | カルツァヒ         | サムツヘ＝ジャヴァヘティ州 | 2015年10月18日 |                        | ジョージア高速道路S13号線 | 通行可   |
| カラカレ             | アルダハン県   | カルツァヒ         | サムツヘ＝ジャヴァヘティ州 | 2017年10月30日 | カルス方面             | トビリシ方面              | 貨物のみ |

チュドゥル・アクタス＝カルツァヒ国境は、当初の合意から20年後の2015年に開通した。国境管理に関するジョージアの政令において、1996年から2008年までカルツァヒについての記載はなかった。2010年、トルコとジョージアは、国境と税関の協力を合理化するための協定に署名し、その中にチュドゥル・アクタス＝カルツァヒ間の検問所についても記載されていた。この国境通過点は、バクー＝トビリシ＝カルス鉄道プロジェクトの中で優先事項となった。これ以降、国境管理に関するジョージアの政令にカルツァヒについて記載されるようになった。
アゼルバイジャン、ジョージア、トルコの3カ国を通るバクー＝トビリシ＝カルス鉄道は2017年10月30日に開通した。2021年夏現在では、この国境を通るトルコ発着の旅客列車は運行されておらず、長距離貨物列車のみが運行されている。将来的には旅客列車の運行が行われる見込みである。